# Maria Königin (Saarbrücken)

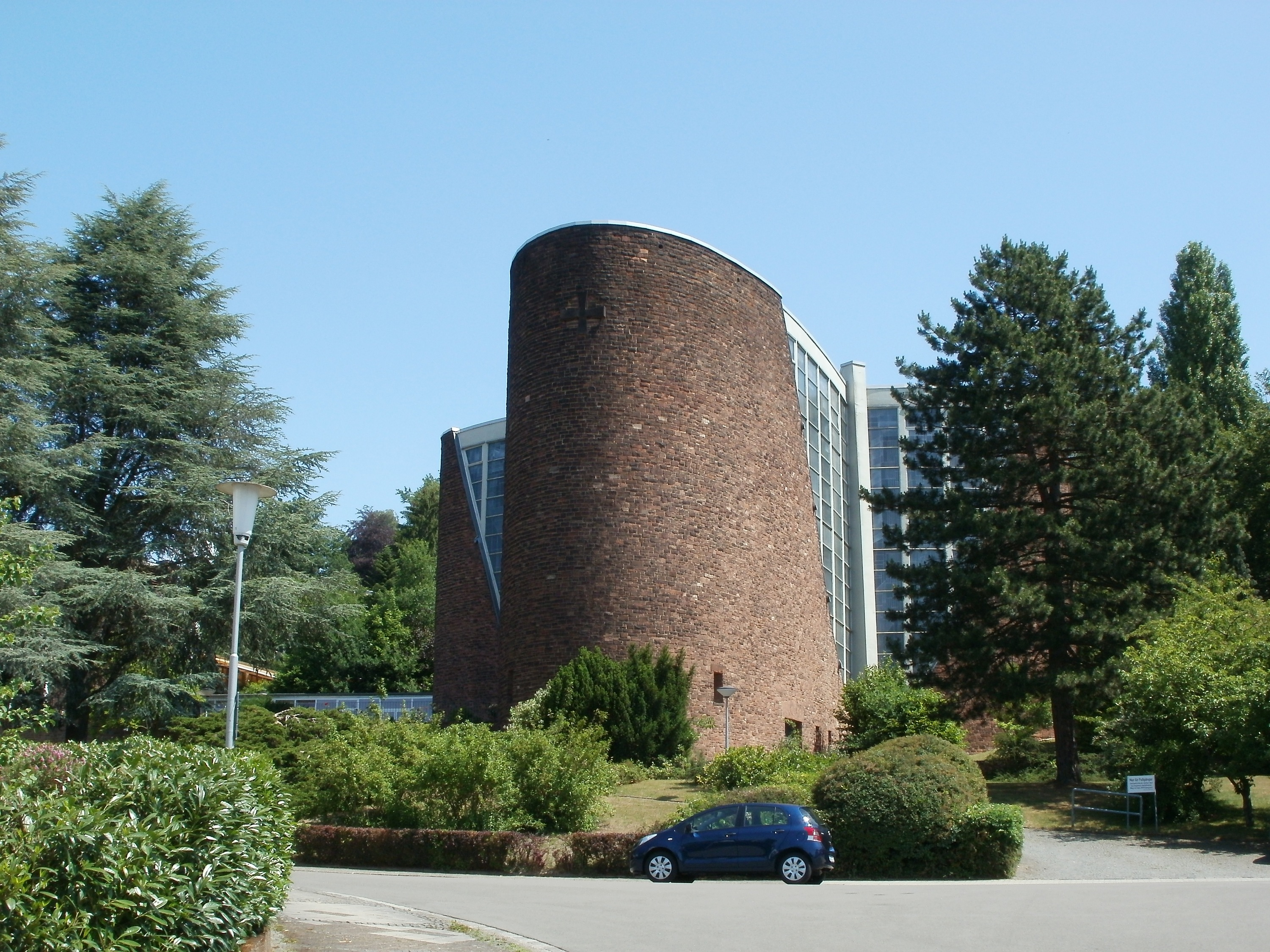
Kirche Maria Königin (2011)

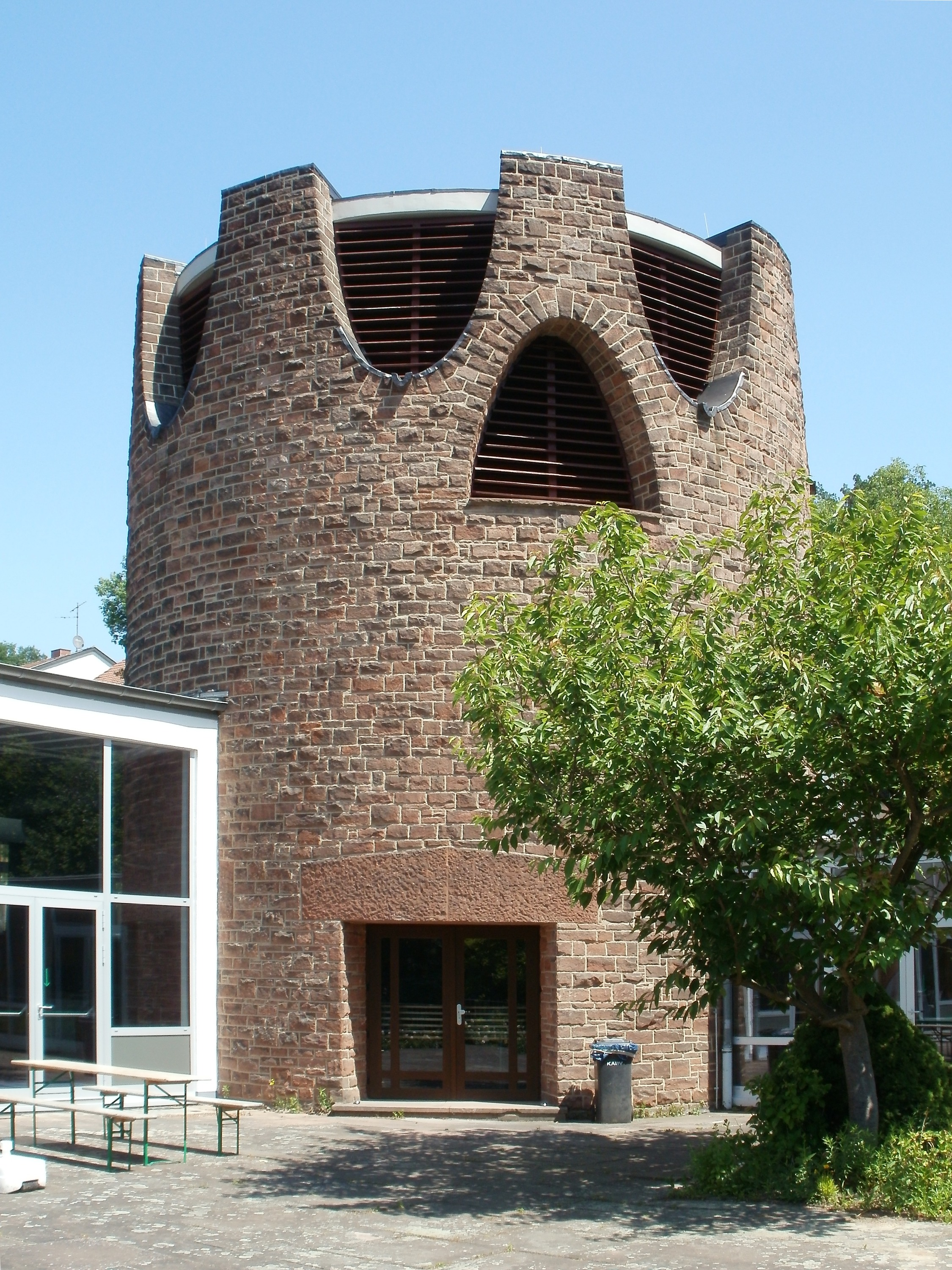
Glockenturm (2011)

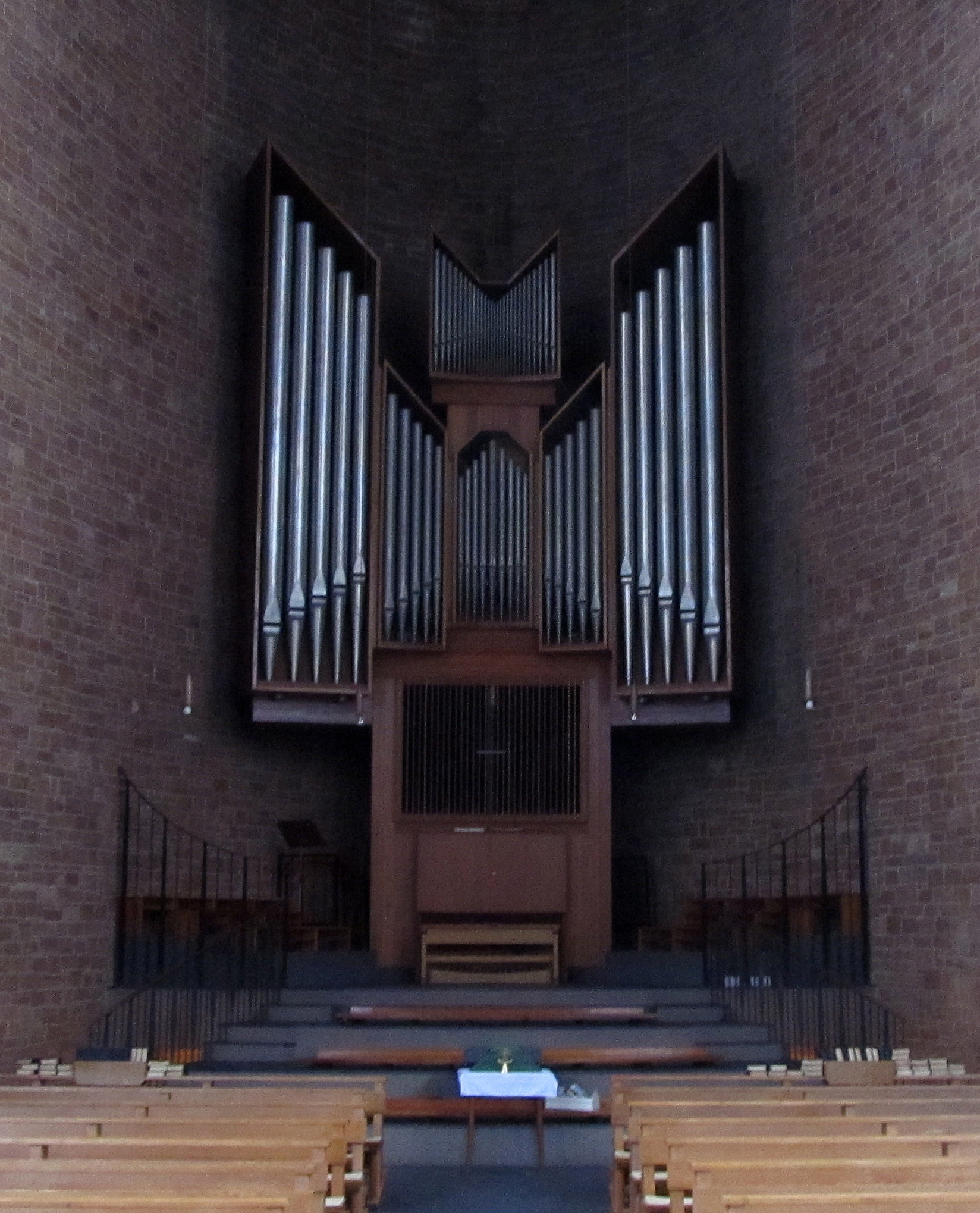
Orgelprospekt

Die Kirche Maria Königin ist eine katholische Filialkirche in Saarbrücken im Bistum Trier. Sie wurde am 31. Mai 1959 durch den Trierer Bischof Matthias Wehr geweiht. Patroziniumstag ist das Marienfest Maria Königin am 22. August (bis 1969: 31. Mai).

## Gründung
Auf Initiative von Pater Augustinus Reinstadler auf dem Saarbrücker Rotenbühl eine ausgeprägte Marienkirche zu errichten, bekam nach einer Ausschreibung, an der sich fünf Architekten beteiligten, der Kölner Kirchenarchitekt Rudolf Schwarz den Zuschlag. Am 8. Dezember 1954 wurde der erste Spatenstich gemacht. Die Grundsteinlegung fand am 31. Mai 1956, die Weihe der Kirche am 31. Mai 1959, jeweils am (damaligen) Fest Maria Königin, statt.

## Gebäude
Gebaut wurde die Kirche aus rotbraunem Sandstein, der aus einem Steinbruch aus der Gegend von Landstuhl (Pfalz) stammt und sowohl innen als auch außen roh belassen wurde. Das 80 cm dicke Sandsteinmauerwerk verleiht dem Gebäude eine monumentale Wirkung.
Das Kirchengebäude hat eine Länge von 46 m, eine Breite von 34 m und eine Höhe von 15 m. Da wegen der Hanglage eine Krypta unter den Kirchenraum geschoben werden konnte, ist das Gebäude auf seiner Westseite 5 m höher. Das tragende Gerüst, das im Innenraum sichtbar wird, sowie die mächtigen Pfeiler und das Versteifungskreuz der Vierung und die Unterzüge der Dachkonstruktion sind aus Stahlbeton. Die großen Fenster der Kirche werden von weitgeschwungenen Betonrahmen und kräftigen Pfosten getragen und gestützt.
Der Grundriss der Kirche ist streng geometrisch und wird aus zwei sich kreuzenden, verschieden langen Ellipsoiden mit senkrecht aufeinandertreffenden Achsen gebildet, wodurch eine Figur mit symmetrisch geschwungenen Teilellipsen entsteht. Von diesen Teilellipsen sind drei formal gleichartig, die vierte länger gestreckt. Daraus resultiert ein nach Westen gerichtetes Langhaus, welches in eine zentralisierende Anlage aus Vierung, Querschiff und Chor mündet, die als Konchen betrachtet werden können. Das Langhaus wird durch eine vierte Teilellipse, die Westkonche, abgeschlossen. Die Anlage stellt somit eine Reminiszenz an den Drei-Konchen-Chor, eine besondere Grundrissform in der mittelalterlichen Architektur von Kirchengebäuden, dar.

## Ausstattung
Besonders sehenswert im Inneren der Kirche sind die 1963–64 von dem Glasmaler Wilhelm Buschulte (Unna) geschaffenen Bleiglasfenster mit Darstellungen von Symbolen der Marienverehrung, deren Bildprogramm in freier Anlehnung an die Lauretanische Litanei auf das Gotteshaus als Inkarnation der „Maria Königin“ hinweisen; der sich auf einer Sandstein-Stele befindliche Tabernakel von Karl Schrage, dem Leiter der Gold- und Silberschmiedeklasse der Werkkunstschule Wuppertal sowie der von den Bildhauern Elmar Hillebrand und Theo Heiermann (Köln) geschaffene Kreuzweg aus 14 Reliefs aus rotem Sandstein in der Süd- und der Nordkonche der Kirche.
Des Weiteren sehenswert sind die Skulptur der Heiligen Theresia von Lisieux von Theo Heinemann (Köln), die um 1750 im Elsass gefertigte und 1999 restaurierte Figurengruppe „Taufe Jesu“ am Eingang der Taufkapelle neben dem Taufstein, der auf 3 Stufen leicht erhöht stehende und somit die Heilige Dreifaltigkeit symbolisierende Altar, bestehend aus einem schlichten, quadratischen Sandsteinblock und das Altarkreuz.
Zur Kirche gehört auch eine Krypta, die aus einem oberen und einem unteren Teil besteht. In der Oberen Krypta im Erdgeschoss befindet sich eine Marienkapelle.

## Orgel

### Hauptorgel
Die Orgel der Kirche wurde 1964 vom Orgelbauer Alfred Führer (Wilhelmshaven) erbaut. Das Instrument mit 3282 Pfeifen verfügt über 40 Register, verteilt auf drei Manuale und Pedal. Die Orgel ist gegenüber dem Altar etwas erhöht auf einer Chortribüne in der hinteren Konche der Kirche aufgestellt. Das Gehäuse ist aus Lärchenholz. Im Jahr 2001 erfolgte eine Teilrestaurierung durch die Firma Jäger & Brommer (Waldkirch), wobei eine geringfügige Änderung der Disposition vorgenommen wurde.
| I Kronpositiv C–g3 |             |        |
| 1.                 | Holzgedackt | 8′     |
| 2.                 | Rohrflöte   | 4′     |
| 3.                 | Prinzipal   | 2′     |
| 4.                 | Terz        | 1 3⁄5′ |
| 5.                 | Quinte      | 1 ⁄3′  |
| 6.                 | Oktav       | 1′     |
| 7.                 | Vox humana  | 8′     |
|                    | Tremulant   |        |

| II Hauptwerk C–g3 |              |            |
| 8.                | Quintade     | 16′        |
| 9.                | Prinzipal    | 8′         |
| 10.               | Rohrflöte    | 8′         |
| 11.               | Oktav        | 4′         |
| 12.               | Koppelflöte  | 4′         |
| 13.               | Quinte       | 2 ⁄3′      |
| 14.               | Oktav        | 2′         |
| 15.               | Kornett IV-V | [ Anm. 2 ] |
| 16.               | Mixtur VI    | 1 ⁄3′      |
| 17.               | Trompete     | 8′         |

| III Schwellwerk C–g3 |               |                       |
| 18.                  | Metallgedackt | 8′                    |
| 19.                  | Gamba         | 8′                    |
| 20.                  | Quintade      | 8′                    |
| 21.                  | Prinzipal     | 4′                    |
| 22.                  | Blockflöte    | 4′                    |
| 23.                  | Flachflöte    | 2′                    |
| 24.                  | Nasat         | 1 ⁄3′                 |
| 25.                  | Glockenton II | [ Anm. 1 ] [ Anm. 3 ] |
| 26.                  | Mixtur IV-V   | 1′                    |
| 27.                  | Scharff III   | 1⁄2′                  |
| 28.                  | Fagott        | 16′                   |
| 29.                  | Trompete      | 8′                    |
| 30.                  | Kopftrompete  | 4′                    |
|                      | Tremulant     |                       |

| Pedal C–f1 |                  |     |
| 31.        | Prinzipalbass    | 16′ |
| 32.        | Subbass          | 16′ |
| 33.        | Oktavbass        | 8′  |
| 34.        | Gemshorn         | 8′  |
| 35.        | Oktav            | 4′  |
| 36.        | Nachthorn        | 2′  |
| 37.        | Rauschpfeife III | 4′  |
| 38.        | Mixtur IV        | 2′  |
| 39.        | Posaune          | 16′ |
| 40.        | Bombarde         | 8′  |

- Koppeln: I/II, III/II, I/P, II/P, III/P
- Spielhilfen: fünf Setzerkombinationen

Anmerkungen
1. 1 2 3  
Dispositionsänderung 2001
2. ↑  
ab a0 4-fach 4′, b0 5-fach 8′
3. ↑  
2 2⁄3′ + 1 3⁄5′

### Kryptaorgel
In der Krypta der Kirche befindet sich eine weitere Orgel, die ebenfalls von Alfred Führer stammt und 1974 gebaut wurde. Das einmanualige Instrument mit mechanischen Schleifladen verfügt über 5 Register.
| I Manual C–g3 |             |           |
| 1.            | Gedackt     | 8′ B+D    |
| 2.            | Rohrflöte   | 4′ B+D    |
| 3.            | Prinzipal   | 2′ B+D    |
| 4.            | Sifflöte    | 1 ⁄3′ B+D |
| 5.            | Scharff III | B+D       |

| Pedal C–d1 |           |
|            | angehängt |

Anmerkungen
Schleifenteilung zwischen h0 und c1